# Roll 'n Racers
Roll ’n Racers je název produktové řady hraček, kterou vyrábí americká společnost Fisher-Price, filiálka firmy Mattel. V Česku se hračky prodávají od roku 2010. Ústřední motiv série představují automobilové závody a motorismus obecně. Autíčka jsou určena dětem od 6 měsíců do tří let věku.

## Pedagogické hledisko
Jednotlivé hračky Roll ´n Racers mají podobu nejrůznějších autíček a případných dalších předmětů (závodní dráha, rampa). Manipulací s nimi se rozvíjí dětská motorika, ale také prostorové vnímání, smysl pro kauzalitu a schopnost řešit problémy. Hračky jsou dále zdrojem řady akustických a taktilních podnětů, které spolu s vjemy vizuálními všestranně stimulují dětský smyslový aparát a zlepšují jeho koordinaci s ústrojím pohybovým. Navíc pomáhají utvářet estetické prožívání dítěte.

## Produkty
Do produktové řady Roll ´n Racers patří tyto hračky: Závodní autíčka, Závodní rampa, Rychlodráha se zvuky, Rozkývaný náklaďák.